# Londra mi fa morire
Londra mi fa morire (London Kills Me) è un film del 1991 diretto da Hanif Kureishi.
Lo scrittore britannico di origine pakistana Kureishi è al suo debutto alla regia.

## Trama
Il giovane tossicodipendente Clint tenta di dare una scossa alla sua vita: rinuncia all'attività di spacciatore al soldo di Libidine per assumere il posto di cameriere nel locale di mister Hemingway.
Condizione necessaria per ottenere il posto è l'acquisto, da parte di Clint, di un paio di scarpe decenti.